# 2. rychlá divize (mobilizace 1938)
2. rychlá divize byla rychlá divize československé armády v době mobilizace v roce 1938, působící v sestavě 4. armády a rozmístěná na jižní Moravě v prostoru Jaroměřice nad Rokytnou - Želetava
Velitelem 2. rychlé divize byl brigádní generál Josef Koutňák
Stanoviště velitele se nacházelo v Jaroměřicích nad Rokytnou.

## Úkoly 2. rychlé divize
2. rychlá divize byla dne 29. září 1938 podřízena velitelství 4. armády a představovala druhosledovou manévrovací jednotku, která měla za úkol zamezit případnému průniku nepřátelských jednotek do týlu 4. armády v případě, že by došlo k průlomu hlavního obranného postavení v prostoru Slavonice - Jemnice. Divize byla soustředěna v oblasti, kde díky charakteru terénu mohla využít při manévru svých předností daných její vysokou pohyblivostí ve srovnání s pěšími jednotkami.
Úderná síla divize byla omezena tím, že již od počátku mobilizace disponovala pouze jedním tankovým praporem (místo tabulkových dvou) a i tento jí byl 25. září dočasně odebrán a přidělen 4. rychlé divizi. Dne 29. září byl pak vydán rozkaz k návratu praporu do sestavy 2. rychlé divize, Ještě 3. října byl tento prapor na přesunu. Pokud by došlo již v prvních říjnových dnech k bojovým operacím, jedinými obrněnými vozidly, kterými divize disponovala by tak bylo 17 obrněných automobilů, zařazených u motorizovaného přezvědného oddílu 2.

## Podřízené jednotky[1]
- 2. jezdecká brigáda
  - dragounský pluk 2
  - dragounský pluk 6
  - cyklistický prapor 2
  - dělostřelecký oddíl 82
- 2. motorizovaná brigáda
  - hraničářský prapor 10 (motorizovaný)
  - hraničářský prapor 30 (motorizovaný)
  - prapor lehkých tanků 3
  - dělostřelecký oddíl 86
- motorizovaný přezvědný oddíl 2
- ženijní rota 83
- telegrafní prapor 82
- telegrafní rota 182, 186
- rota VKPL 82, 86
- kanonová rota 85 (motorizovaná)